# 僧院

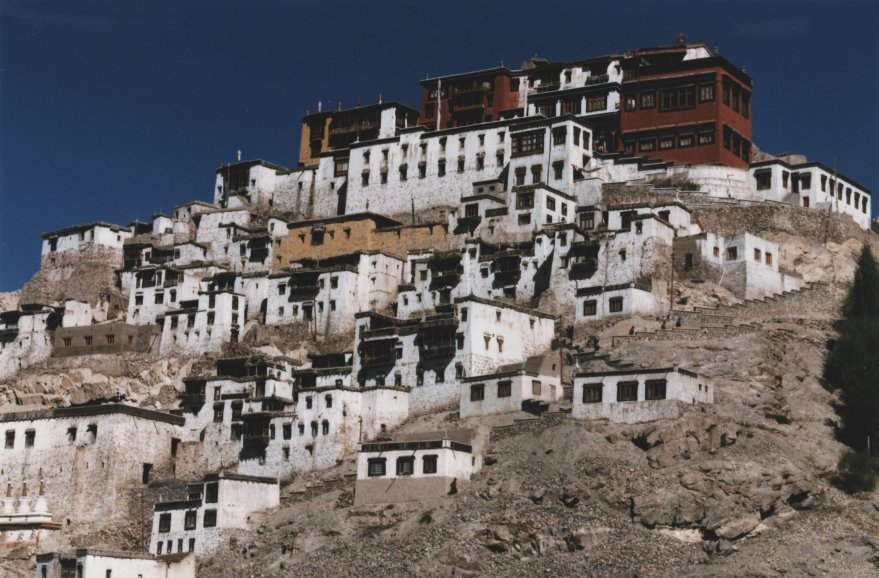
インド・ラダックの僧院

僧院（そういん、英: monastery、梵: sangharama）とは同一の信仰を持つ出家修行者僧が、共同生活を行うための施設。広義には寺院のことをいう。Monasteryという用語は、一般的に、さまざまな種類の宗教団体の修行施設を意味する語で、各宗教ごとに独自の修行施設を意味する用語が存在する。
基本的には、儀式の実施、聖典の学習、信仰物品の製作などを集団生活しながら行う。各僧院で定めた規則の下、鐘などの鳴らし物で時間を管理しながら、厳格に一日が進行する。

## 語源
Monasteryの語源は、ギリシャ語のμονάζειν （monazein、1人で住むこと）から来た語である。

## 仏教
- 仏教：精舎（英語：vihara、パーリ語から）
- チベット仏教：ゴンパ（英語：Gompa）
- タイ王国・ラオス・カンボジアの仏教：ワット (宗教施設)
- ビルマの仏教：（英語：Kyaung）

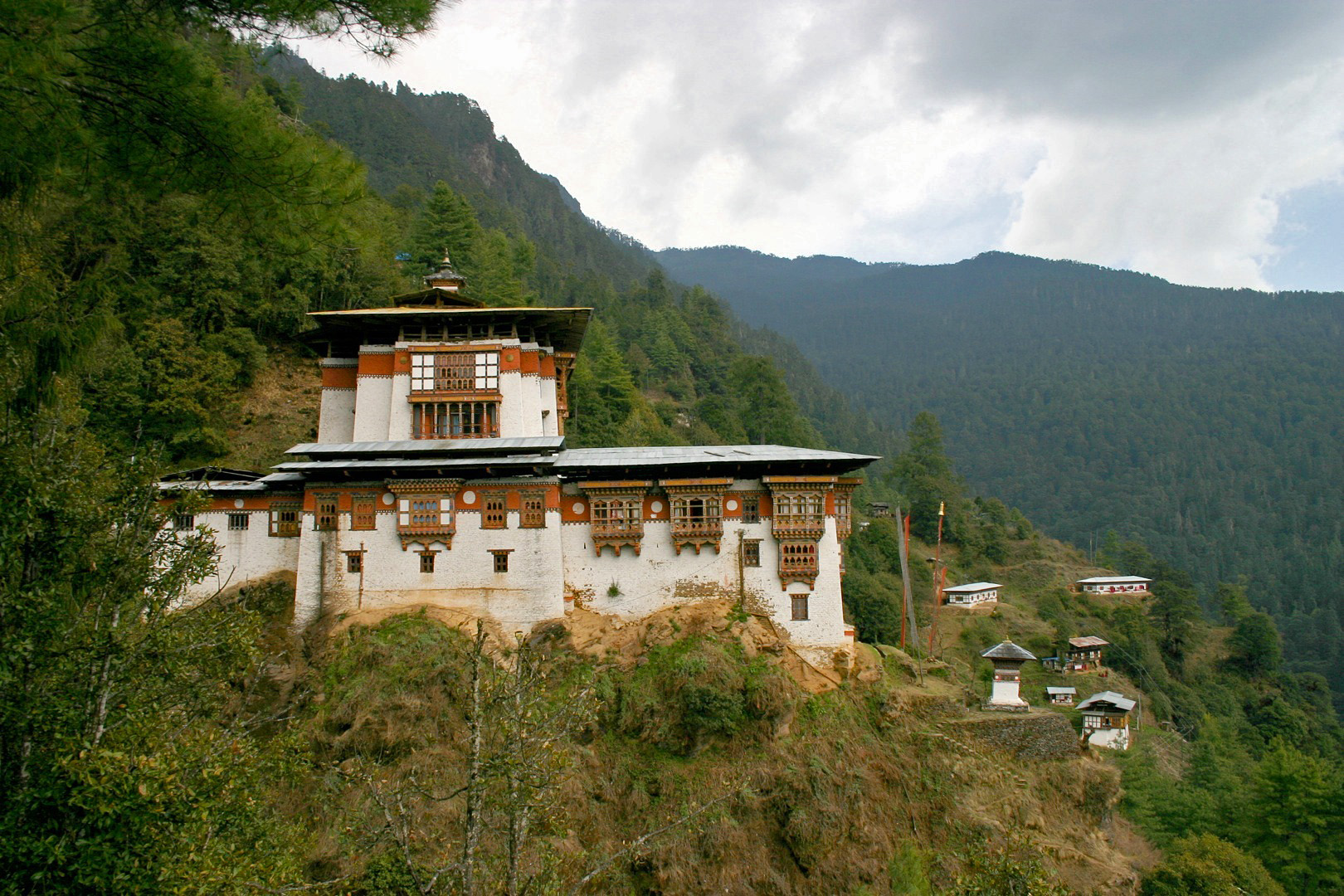
タンゴ僧院、ブータン
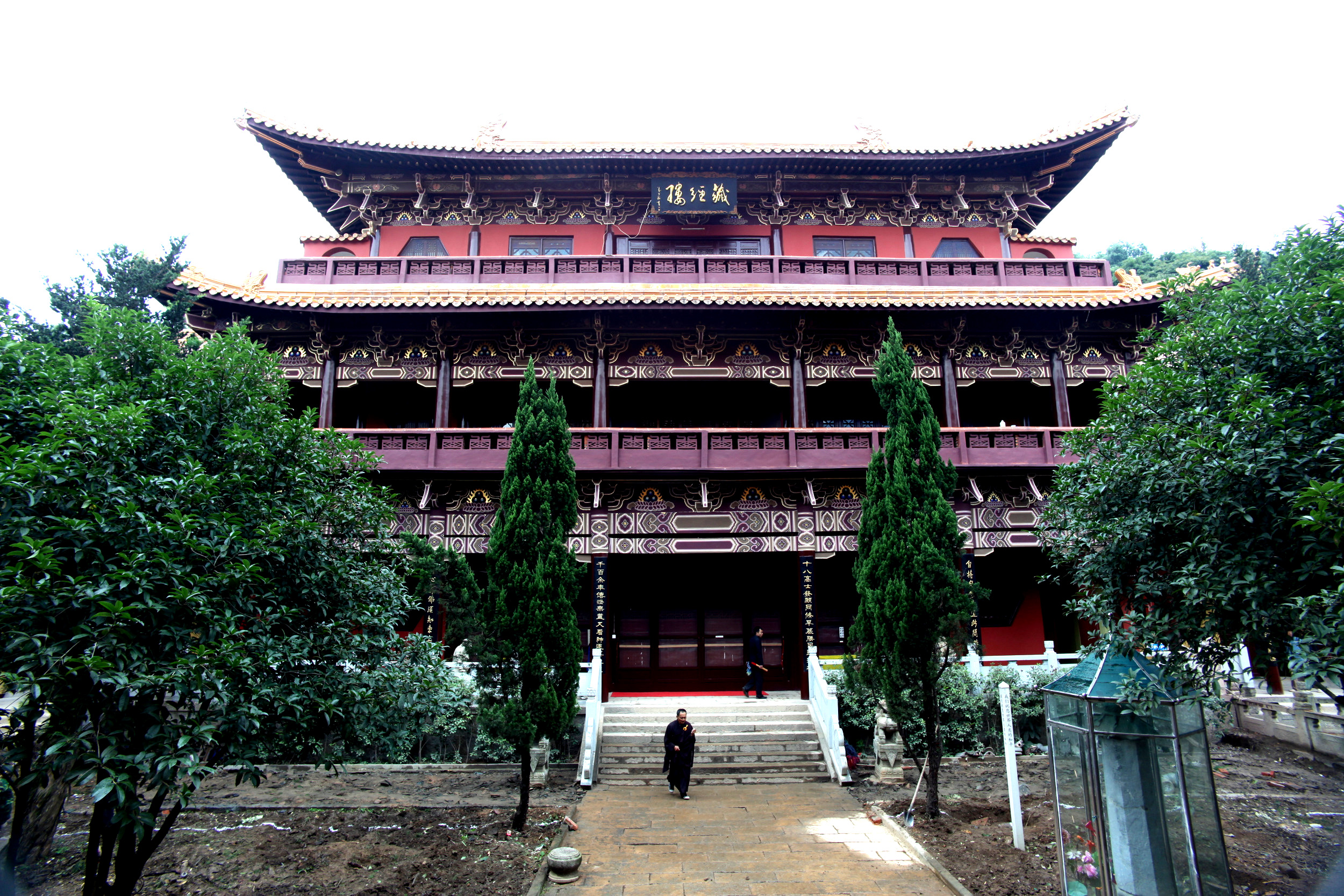
東林寺 (九江市),中国
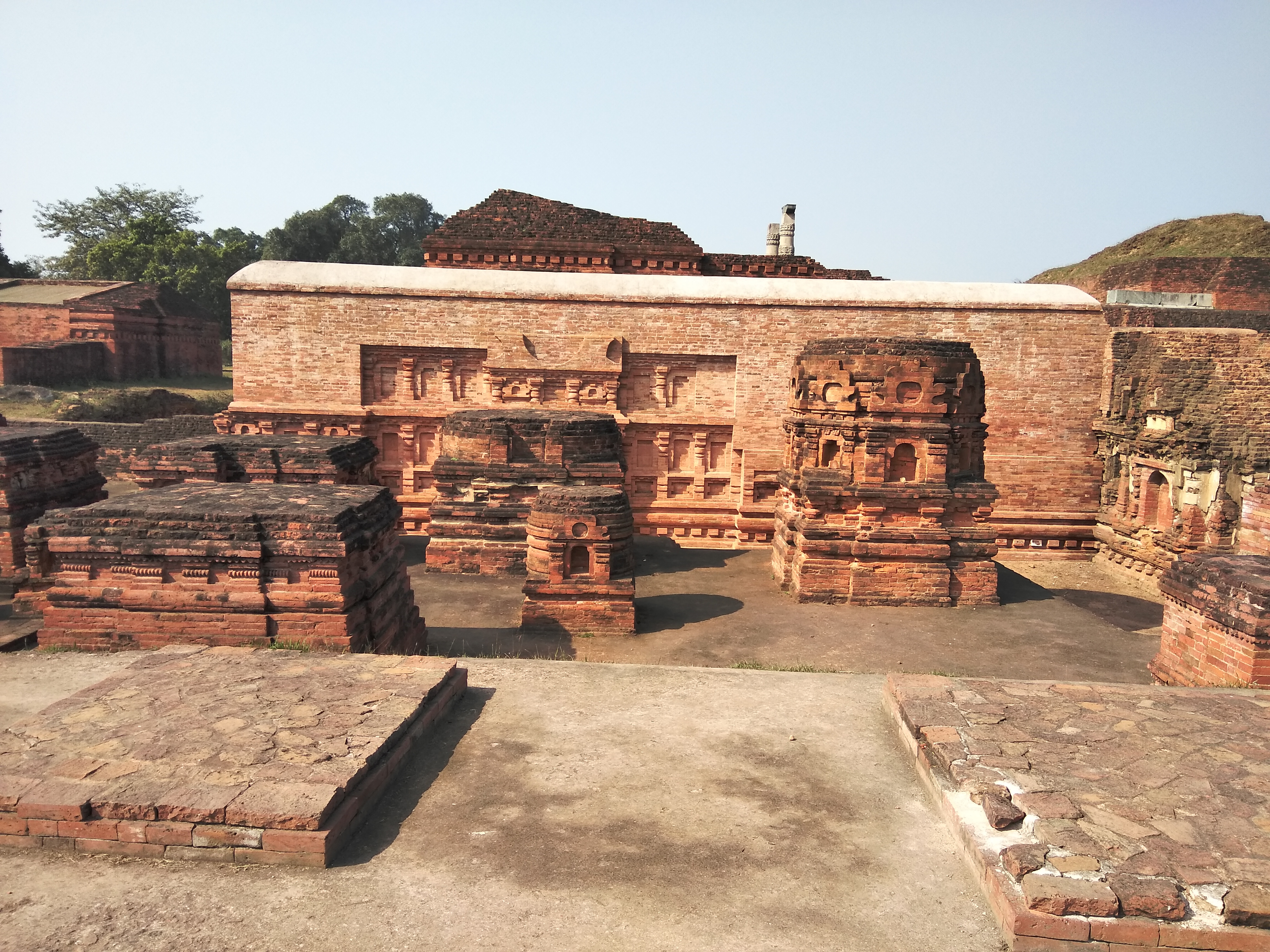
ナーランダ僧院(世界遺産)、インド
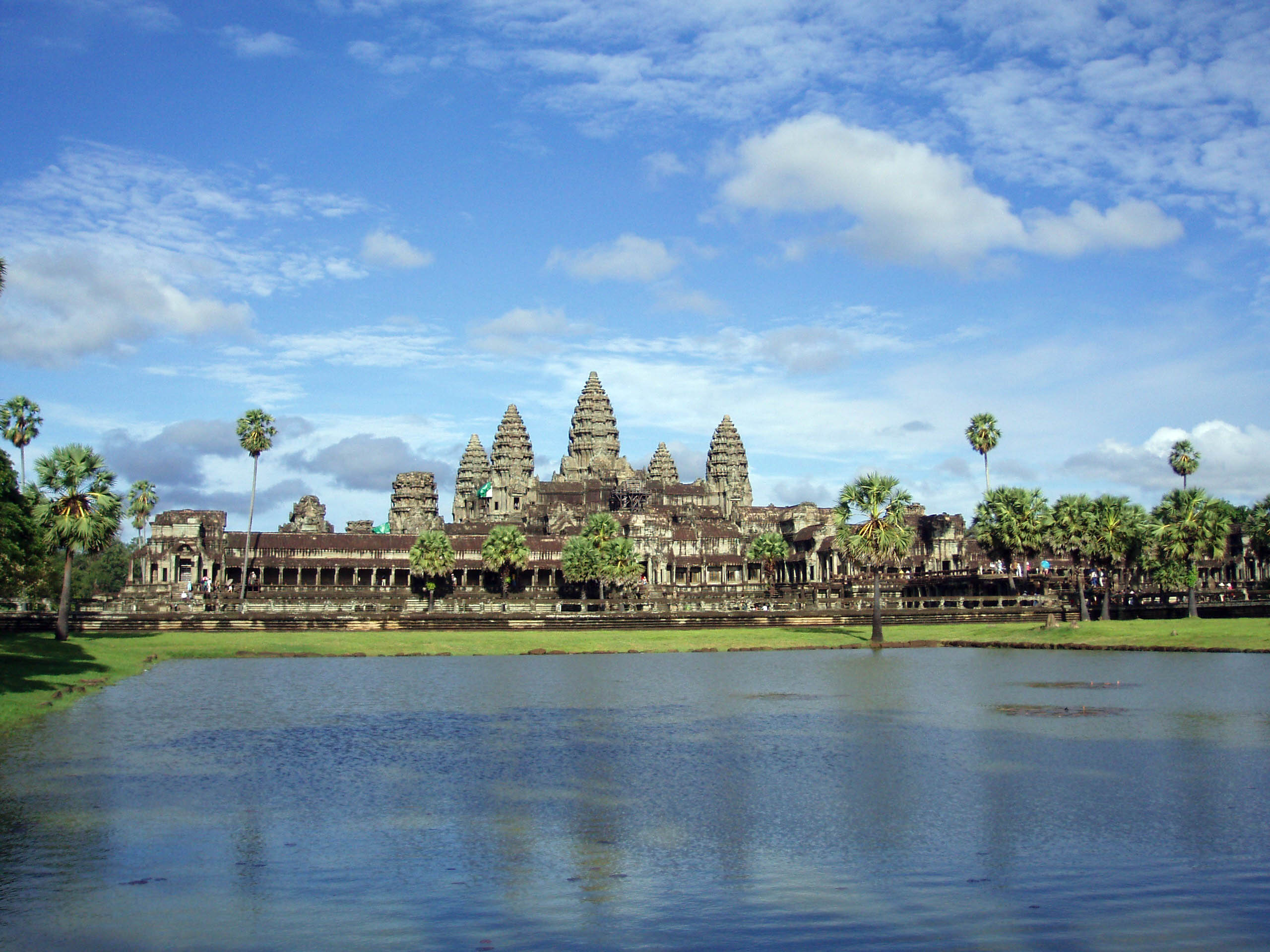
アンコール・ワット（世界遺産）、カンボジア

## キリスト教
- 修道院長（Abbot）の管理下の施設：修道院（abbey）
- 小修道院長（Prior）の管理下の施設：小修道院（Priory）
- 隠者のすみか：ハーミテージ（Hermitage）、または修道士や修道女（nun）などの共同生活施設
- カルトジオ会修道会の僧院：charterhouse
- 東方教会の僧院：小さな僧院はSkete、大きくて重要な僧院はラヴラと呼ぶ。

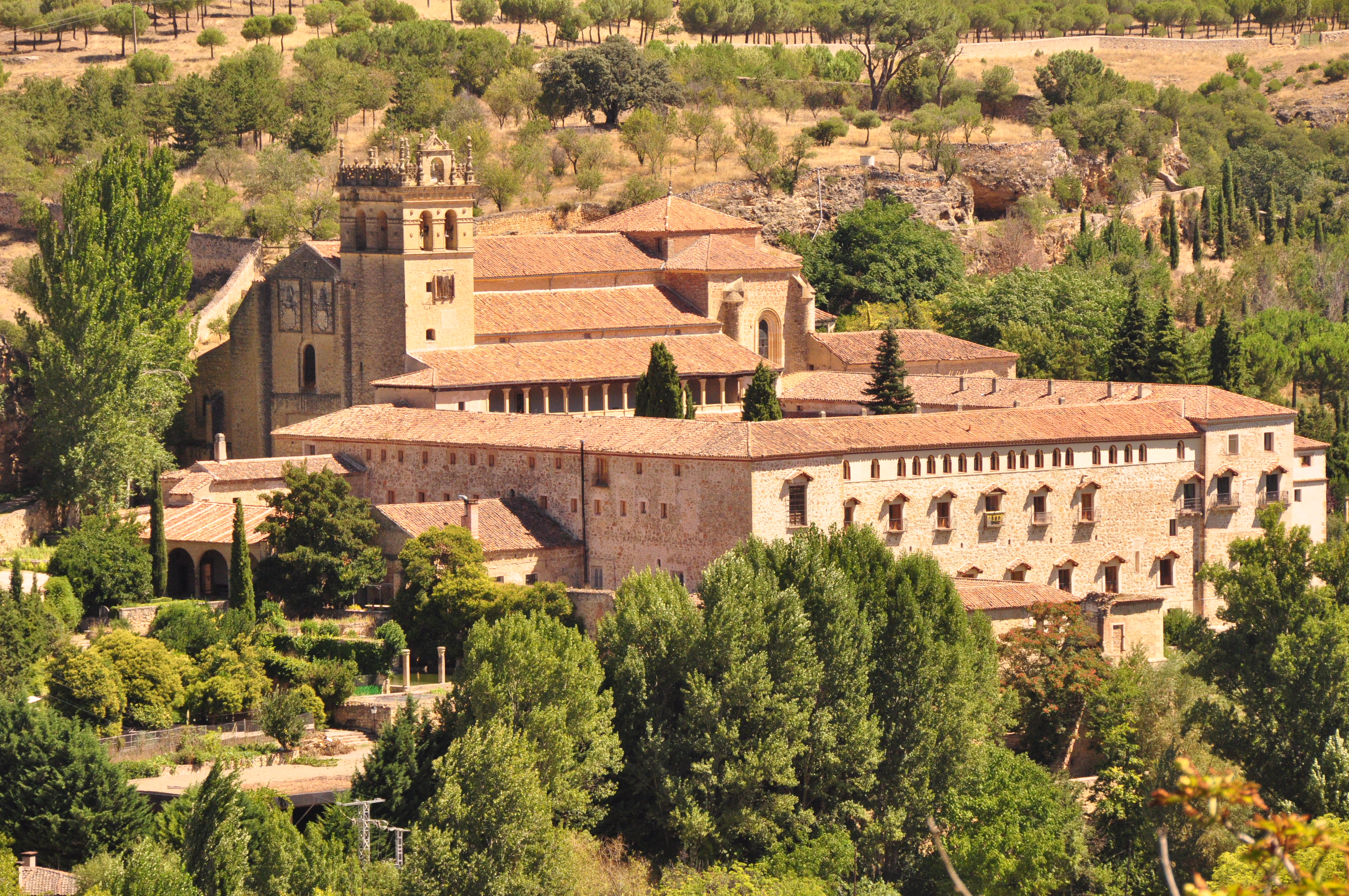
サンタ・マリア・デル・パラル修道院(スペイン)
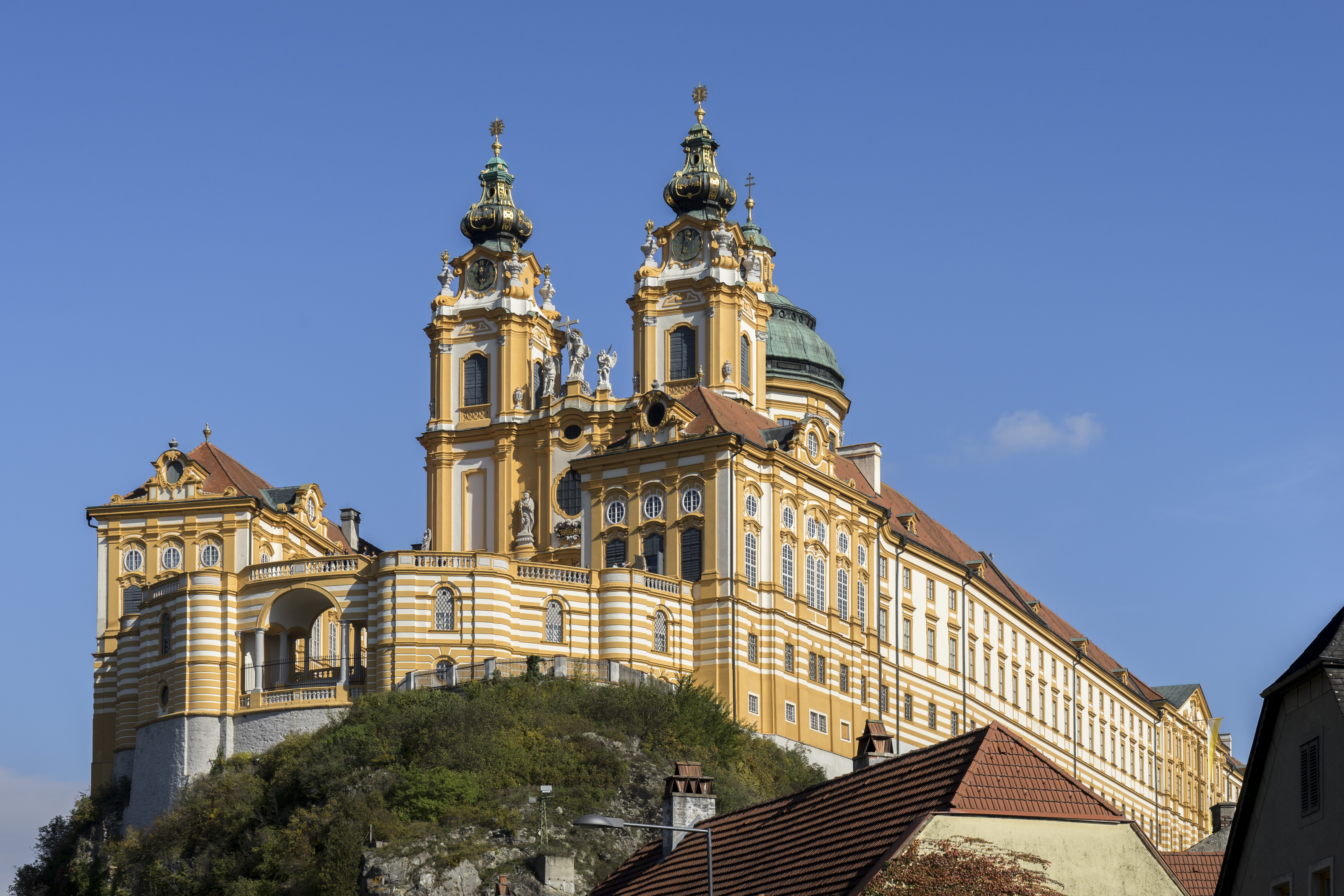
メルク修道院(世界遺産)、オーストリア
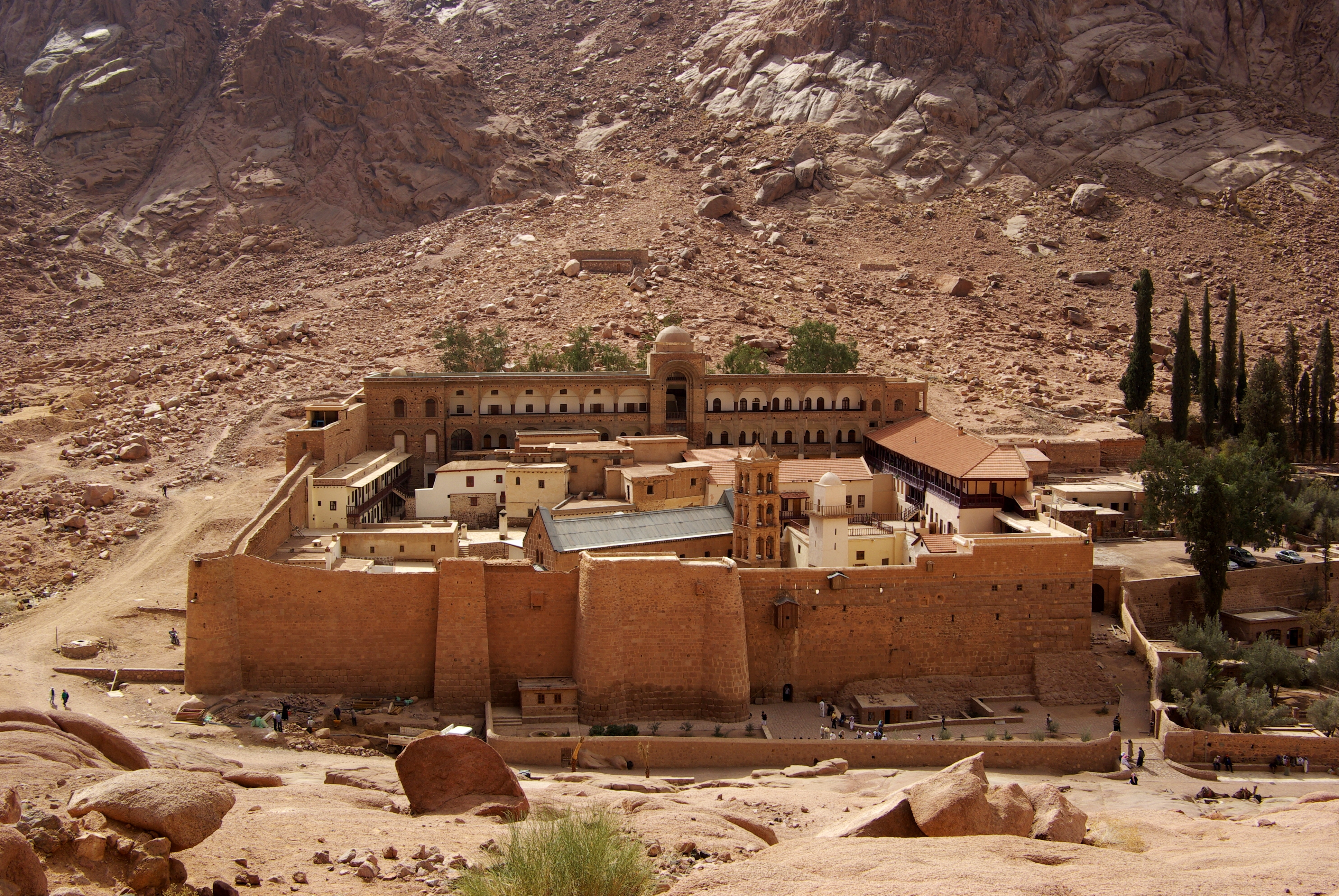
聖カタリナ修道院(世界遺産)、エジプト
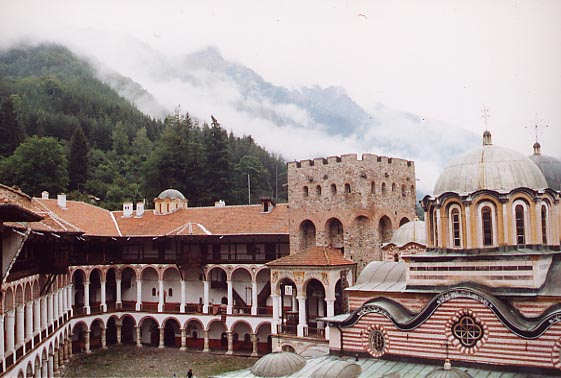
リラ修道院(世界遺産)、ブルガリア